# Comisión Hirsch
La Comisión Hirsch fue la segunda Comisión de la Comunidad Europea de la Energía Atómica (Euratom), entre 1959 y 1962. Su presidente fue el francés Étienne Hirsch. Sería también la penúltima de las comisiones existentes en virtud del Tratado de la Comunidad Europa de la Energía Atómica (TCEEA), antes de su fusión dentro de la Comunidad Europea, que también agruparía a la Comunidad Europea del Carbón y del Acero y a la Comunidad Económica Europea.
- Datos: Q2986371